# Khatchatour Ketcharetsi
Œuvres principales
- Roman d'Alexandre

Katchatour (ou Katchadour) Ketcharetsi (en arménien Խաչատուր Կեչառեցի ; né en 1260, mort en 1331) ou de Ketcharis est un poète et homme de lettres arménien de la fin de la période zakaride. Abbé de Ketcharis et issu de la famille Prochian, il est principalement connu pour sa compilation et son adaptation du Roman d'Alexandre.

## Biographie
Katchatour naît en 1260 dans la famille des Prochian. Il entre jeune dans les ordres et devient abbé de Ketcharis, un monastère de l'Ayrarat (situé aujourd'hui sur les hauteurs de la ville de Tsakhkadzor) figurant dans les possessions de sa famille. Il meurt en 1331.

## Œuvres
Peu de ses œuvres ont survécu, comme la Lamentation sur la destruction du royaume oriental (un poème patriotique de 90 lignes sur l'Arménie zakaride à l'heure des invasions mongoles du XIIIe siècle), Sur la venue des mages, et divers poèmes méditatifs.
Khatchatour est cependant principalement connu pour sa compilation et son adaptation en un volume des dix-huit versions en arménien du Roman d'Alexandre. 150 vers de son cru, relatifs à l'histoire d'Alexandre le Grand, sont ajoutés à ce volume, dont l'original (fin XIIIe - début XIVe siècle) est aujourd'hui conservé au monastère mékhitariste San Lazzaro degli Armeni à Venise (Ms. 424). Le texte connaît alors une grande popularité.